# Підписка про невиїзд
Підписка про невиїзд — колишній вид запобіжного заходу, письмове зобов'язання підозрюваного чи обвинуваченого не відлучатися із зареєстрованого місця проживання чи перебування або з місця тимчасового перебування без дозволу слідчого. Був передбачений у КПК України 1960 р. У чинному КПК замість підписки про невиїзд застосовується особисте зобов'язання.

## Суть підписки про невиїзд
Підписка про невиїзд як вид запобіжного заходу був найбільш поширеним і застосовувався в разі, якщо підозрюваний чи обвинувачений міг ухилятися від слідства, але імовірність цього незначна. Особа, стосовно якої було обрано цей запобіжний захід, не мав права без дозволу слідчого залишати місце постійного (населений пункт, в якому розташована адреса, за якою проживає особа) або тимчасового (населений пункт, де в цей час перебуває особа у зв'язку з відрядженням, відпусткою, лікуванням, навчанням тощо) проживання.

## Форма
При застосуванні цього виду запобіжного заходу оформлювалося два документи: постанова про застосування запобіжного заходу і власне підписка, де вказано прізвище, ім'я, по батькові, адреса підозрюваного чи обвинуваченого, зміст зобов'язання, наслідки про порушення, місце і дата відібрання. Цей документ підписували підозрюваний/обвинувачений та особа, яка відібрала підписку. Копія постанови направлялася прокурору, а відібрана підписка приєднувалася до справи. 

Дозвіл на постійний або тимчасовий виїзд з місця проживання або відмова в ньому оформлювався окремою мотивованою постановою слідчого або прокурора.

## Наслідки порушення
Порушення підписки про невиїзд означало відсутність тривалий час підозрюваного/обвинуваченого за адресою, вказаною в підписці, без повідомлення про це відповідного органу. В цьому разі до особи міг бути застовований суворіший запобіжний захід.

## Інші країни
Запобіжний захід у вигляді підписки про невиїзд застосовується у кримінально-процесуальному законодавстві інших країн, зокрема Росії (ст. 102 КПК), Білорусі (ст. 120 КПК), Азербайджану (ст. 165 КПК), Казахстану (ст. 141 КПК), в усіх випадках вона є схожою до того запобіжного заходу, який застосовувався в Україні.